# Aitana Castaño Díaz
Aitana Castaño Díaz (Langreo, 1980) és una periodista i escriptora espanyola.

## Trajectòria
Es va llicenciar en periodisme per la Universitat Complutense de Madrid. Va treballar com a redactora en els diaris La Nova Espanya i La Veu d'Astúries, a més de col·laborar en A7, Astúries 24.
Va ser la responsable editorial del periòdic La Conca del Nalón. Es va convertir en la coordinadora de la secció de notícies de Radiotelevisió del Principat d'Astúries (RTPA) i ha participat en el programa de ràdio «La Ràdio és Meva» de RPA .També va escriure sobre mineria, la conques mineres i el moviment obrer per a diverses revistes i publicacions, a més de col·laborar com a columnista amb la revista d'humor Gurb i amb el blog satíric Fosa Príncep d'Astúcies.
Com a escriptora, va publicar amb l'il·lustrador Alfonso Zapico les obres amb temàtica minera Els nens de fum (2018), Carboneras (2020) i Rastres de cendra (2022).En 2021, va ser una de les autores de l'antologia «Consciència de classe (vol. II) Històries de les comissions obreres».
Al juny de 2021, va crear al costat de Marta Pérez el *podcast mensual ‘*Dalle Mio Nena’ en el qual entrevisten dones del medi rural, que amb el seu primer programa va entrar en el *Top 100 de podcast en espanyol de la plataforma Spotify.
Va ser membre de la Plataforma de Dones Periodistes d'Astúries i de la Plataforma ‘#Lasperiodistasparamos, creada al març de 2018 amb motiu de la vaga general d'aquest 8 de març. És filla de Juan Ignacio Castaño, un militant històric del Partit Comunista d'Espanya a Astúries.